# ويندي س. أورتيز
ويندي س. أورتيز (بالإنجليزية: Wendy C. Ortiz)‏ هي كاتِبة وشاعرة أمريكية، ولدت في 16 مايو 1973 في لوس أنجلوس في الولايات المتحدة.

## وصلات خارجية
- الموقع الرسمي